# Línia Digital d'Abonat

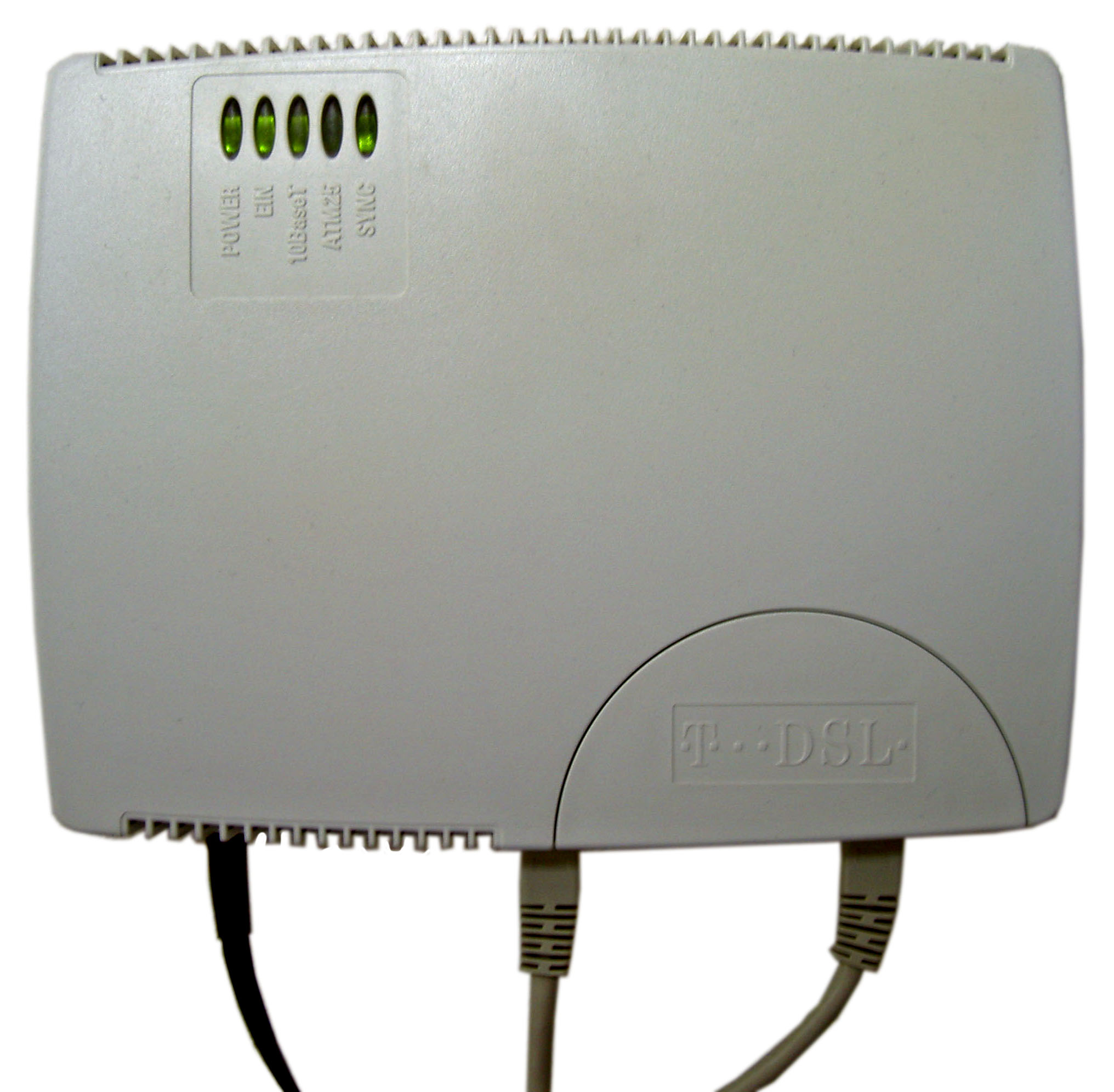
Exemple de mòdem DSL

DSL (Digital Subscriber Line o Línia digital d'abonat) és una tecnologia que proveeix de transmissió digital de dades (de banda ampla) a cases i petits establiments a través d'ordinàries línies telefòniques de coure. El nom original de DSL era Digital Subscriber Loop, però fa pocs anys es va adoptar el de Digital Subscriber Line com un nom millor (des del punt de vista del marketing) per a les versions més populars d'aquesta tecnologia.
xDSL es refereix a les diferents versions d'aquesta tecnologia: ADSL, HDSL, RADSL, SDSL, SHDSL, IDSL, VDSL a més d'algunes subversions d'aquestes tecnologies.
Normalment, la velocitat de baixada de DSL va dels 128 kbps als 24000 kbps (depenent, és clar, de la tecnologia DSL en concret utilitzada i el nivell de servei implementat). Pel que fa a la velocitat de pujada, aquesta és més baixa que la de baixada en el cas d'ADSL (Asymmetric DSL) i igual en el cas de SDSL (Symmetric DSL).

## Història

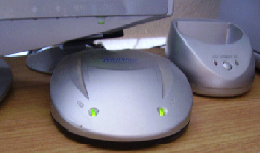
Exemple de mòdem ADSL.

DSL va ser implementada originàriament com una part de l'especificació XDSI (Xarxa Digital de Serveis Integrats).
La tecnologia ADSL data de 1988, quan Joe Lechielfer (a Bellcore, ara coneguda com a Telcordia Tecnologies) va adaptar DSL per transportar un senyal digital a través de l'espectre freqüencial dels cables de parell trenat que anaven de la central telefònica fins a l'usuari.
Però no va ser fins que les companyies de televisió per cable van començar a comercialitzar l'accés a Internet de banda ampla i la telefonia VoIP quan les companyies de telefonia dels Estats Units van començar a promocionar les línies DSL.
Abans d'això, el servei de DSL només havia estat fet servir per a dedicat dry loop (bàsicament és una connexió, mitjançant cable de parell trenat, entre aparells que es troben a la central telefònica). Després, amb DSL sobre UNE, un cable ordinari de parell trenat de línia telefònica es connecta al POTS-splitter (divisor del Servei Telefònic Tradicional (POTS: Plain Old Telephone Service ) per a proveir de serveir de veu, i al DSLAM per a proveir de servei de dades. Un filtre pas baix s'encarrega d'eliminar el senyal de dades perquè no sigui audible quan s'està utilitzant el circuit de veu; i quan no s'utilitza aquest filtre, es pot escoltar un soroll al telèfon. Amb tot, la velocitat d'Internet disminueix en gran quantitat.
DSL és el principal competidor amb els mòdems de cable per proveir l'accés a Internet d'alta velocitat a moltes cases d'Europa i d'Amèrica del Nord. L'últim estàndard (ADSL+2) pot entregar fins a 24 Mbps depenent de la distància a la que es troba del multiplexor DSLAM.

## Evolució històrica
El Servei Tradicional de Telefonia (POTS en anglès) connecta la residència de l'abonat (casa, petit local, ...) amb la central telefònica a través de cables de coure (cable parell trenat). Aquest servei es va crear, en un principi, amb la idea de permetre l'intercanvi d'informació d'àudio (veu) entre els telèfons dels diferents usuaris. Per fer això, el tipus de senyal utilitzat en la transmissió és el senyal analògic; de manera que s'agafa el senyal de veu i es transforma en un senyal elèctric (equivalent en volum (amplitud) i freqüència).
Així, tenim que les companyies de telefonia estaven preparades per la transmissió d'aquest tipus de senyal; de manera que l'obtenció d'informació, entre el terminal de l'usuari i la central telefònica, era senzilla. Però, pel que feia als ordinadors, era necessari l'ús d'un mòdem que demodulés el senyal analògic i el transformés en un senyal digital (cadenes binàries (' 0 ' i ' 1 ').
El gran problema era que la transmissió analògica només utilitza una petita porció de la quantitat d'informació que es pot transmetre a través del cable parell trenat, fent que la màxima velocitat de transmissió sigui de l'ordre de 56 kbps. Per tant, la capacitat de l'ordinador de rebre informació es veu restringida perquè la companyia telefònica filtra la informació que arriba en forma de dades i la transforma en analògica per poder-la enviar a través de la línia telefònica. Després cal fer ús d'un mòdem per reconvertir la informació a digital. Així doncs, tenim que la transmissió entre el destí final (abonat) i la central telefònica és un coll d'ampolla.
El gran canvi que significa DSL és que assumeix que les dades digitals no tenen per què canviar de format, de manera que es transmeten directament a l'ordinador com dades digitals. Això permet que la companyia telefònica pugui utilitzar i proporcionar una amplada de banda més gran.
Per un altre costat, també es pot separar el senyal digital, reservant doncs una part de l'amplada de banda per la transmissió del senyal de veu. Així aconseguim que l'abonat pugui fer servir, al mateix temps, el telèfon i l'ordinador tots dos connectats a la mateixa línia.

## Característiques tècniques
Pel que fa a aquesta tecnologia, només l'equipament fet servir als extrems emissor i receptor (central telefònica i abonat) ha de ser nou. És a dir, no cal un equipament intermedi afegit (amb la línia telefònica ja n'hi ha prou).
A més a més de permetre la transmissió de veu i dades per la mateixa línia, també suporta la transmissió de múltiples línies de telefonia digital dintre de la freqüència a la que opera l'aparell DSL.
Per un altre costat; un element a tenir en compte és que les connexions DSL són circuits dedicats, per tant, sempre estan connectats. A més, cal assegurar la compatibilitat entre l'equip emissor i el receptor perquè hi ha diferents tècniques de modulació i, si no són compatibles tots dos equips, el receptor no podrà entendre la informació que rep de l'emissor.

## A l'hora d'utilitzar DSL...
El primer pas és la connexió física. A la banda de l'abonat, l'aparell DSL (mòdem DSL) es connecta a la línia telefònica; i, a la banda de la central telefònica, el final de la línia es connecta al multiplexor DSLAM (on es concentren un gran nombre de línies DSL) el qual no pot estar molt allunyat de l'usuari per raons d'atenuació del canal.
Quan el mòdem DSL està connectat, comença un procediment d'arrencada que, normalment segueix els següents passos:
1. El mòdem fa un "autotest".
2. Després, comprova la connexió entre el mòdem i l'ordinador (normalment la connexió es realitza a través del port d'Ethernet o el port USB.
3. A continuació, el mòdem intenta sincronitzar-se amb el multiplexor DSLAM. Si no estan sincronitzats, llavors no es podrà començar la transmissió de les dades. Normalment, a la gran majoria de mòdems, podem veure aquest procés mitjançant un LED que parpadeja si el mòdem s'intenta sincronitzar o bé té una llum fixa quan ha aconseguit sincronitzar-se.

Actualment, els gateways DSL moderns utilitzen un altre procés d'inicialització semblant al dels ordinadors. Aquests sistemes no són concretament mòdems, però reben aquest nom degut a una creixent moda.

## Equipament
Pel que fa a l'abonat, tenim el mòdem DSL que s'encarrega de transformar el senyal digital (dades) en un senyal de tensió que viatja a través de la línia telefònica. Normalment l'equip de l'abonat ve implementat amb funcionalitas d'alt nivell (encaminament, tallafocs, ...). En aquests casos els equips reben el nom d'encaminador DSL o gateway DSL. A més d'això, algunes tecnologies DSL requereixen la instal·lació de filtres pas baix per separar el senyal de veu del de dades.
Després, per la part de la central telefònica, hi ha el multiplexor DSLAM on es concentren els diferents circuits DSL i s'envien cap a altres xarxes de transport. Així, aquest element finalitza totes les connexions i recupera la informació digital original.

## Factors de comercialització
El gran èxit de DSL es deu al fet que explotar la línia telefònica implica un cost molt menor que no pas instal·lar nou cablejat (el que implica una gran inversió). A part d'això, alguns dels factors que han contribuït a la popularització i extensió de la tecnologia DSL han estat:
- Fins a finals dels anys 90 el cost dels DSPs (sigles de Digital Signal Processor) per a DSL era desorbitat. Gràcies als avançaments en la tecnologia dels circuits integrats a molt gran escala, els preus de l'equipament DSL (DSLAM i mòdem DSL) van baixar considerablement.
- La tecnologia DSL utilitza la línia telefònica existent. De manera que el cost associat és molt més baix que el que significa haver d'instal·lar el cable per a la fibra òptica.
- Les companyies telefòniques van ser pressionades per a moure's cap a l'ADSL degut a la competició de les companyies de cable (les quals utilitzaven una tecnologia que aconseguia velocitas semblants a les de l'ADSL). La demanda d'altres serveis, com la compartició d'arxius i vídeos, també va contribuir a popularitzar l'ús de la tecnologia ADSL.

## Altres tecnologies DSL
Exemples de les tecnologies que formen part de la família xDSL són:
- High Data Rate Digital Subscriber Line (HDSL'').
- Symmetric Digital Subscriber Line (SDSL''): una versió estandarditzada de HDSL.
- Asymmetric Digital Subscriber Line (ADSL'').
- Asymmetric Digital Suscriber Line 2 (ADSL 2).
- Rate-Adaptive Digital Subscriber Line (RADSL'').
- Very-high-bit-rate Digital Subscriber Line (VDSL'').
- Very-high-bit-rate Digital Subscriber Line 2 (VDSL2): Una versió millorada de VDSL.
- Symmetric High-speed Digital Subscriber Line (G.SHDSL''): Creat com la fusió entre DSL, SDSL i HDSL per generar un estàndard reconegut a tot el món.
- Powerline Digital Subscriber Line (PDSL''): tecnologia que modula dades d'alta velocitat en una infraestructura de distribució elèctrica ja existent. A Catalunya es coneix sota el terme de tecnologia PLC.